# Östermalm
Östermalm es un barrio del centro de Estocolmo con un superficie de 2,56 km² y tiene una población de 36636 habitantes, lo que lo hace uno de los distritos más densamente poblados de Estocolmo. Sus habitantes pertenecen a las clases acomodadas, el precio de la vivienda es uno de los más caros de Suecia. Ahí se encuentra la plaza de Stureplan conocido por su actividad gastronómica nocturna.

## Lugares en Östermalm
- Diplomatstaden
- Eriksberg
- Lärkstaden
- Nedre Östermalm
- Villastaden
- Övre Östermalm

## Estación de Metro
- Karlaplan
- Östermalmstorg

- Datos: Q298489
- Multimedia: Norra innerstaden (stadsdelsområde) / Q298489